# Мариго Посио
Мариго Посио (на албански: Marigo Posio) е една от най-известните албански жени, деятелка на Албанското национално възраждане и на движението за независимост на Албания и укрепителка на социалния статус на албанските жени. Тя е най-известна с ушиването (избродирането) на знамето, издигнато от Исмаил Кемали по време на обявяването на декларацията от Вльора на 28 ноември 1912 г.

## Биография
Мариго е родена на 2 февруари 1882 г. в Корча, Османска империя в семейството на Папа Коста Почи и Ленка Балаури (от Москополе). Някои официални албански източници определят за нейно място на раждане село Хочища близо до Корча (тогава в Битолски вилает в Османска империя). Някои други по-късни източници споменават самата Корча. Сестра ѝ Урани се омъжва за албанския политик и драматург Кристо Флоки, а другата ѝ сестра Анджелики се омъжва за албанския политик и по-късно министър-председател Костак Кота. Двамата ѝ братя Нико и Кристо са емигранти в САЩ, като първият се установява в Нейтик, а вторият в Солт Лейк сити. Мариго е роднина на албанския патриот Спиридон Ило, един от активистите на албанската колония в Румъния и един от подписалите декларацията за независимост от Вльора. Тя завършва в първо албанско училище в Корча (първото светско училище, в което се преподава на албански език в рамките на Албания), бидейки 27-ата ученичка, която се записва в него.
Омъжва се млада за Йован Посио от село Хочищ. Двойката използва фамилията Посио, макар че понякога използва също Позио, Пожио или Божо. През 1904 г. тя ѝ съпругът се преместват във Вльора в квартал Мурадие. Къщата им е средище за срещи и дейности на албанските патриоти по това време. Мариго е член на патриотичния клуб Лаберия, основан във Вльора през 1908 г. През 1909 г. се основава албанско училище във Вльора, а тя е един от инициаторите за неговата поява. Албанската декларация за независимост се подписва във Вльора на 28 ноември 1912 г. Мариго е приемана за „майката“ на албанското знаме, което се издига по време на това подписване. Официалните източници посочват нея като човека, избродирал знамето. Леф Носи, уважаван албански политик, представя събитието, като казва, че черният орел е отрязан от сатен и е зашит на червен плат. Екрем Влора споменава, че знамето е подарък от Аладро Кастриота и на Мариго е дадено, за да направи копия. Във всеки случай тя е включена в тази дейност. Освен това тя създава за своя собствена сметка много копия на знамето за различни институции на правителството на Вльора.
Мариго е приемана за лидер на първата Албанска организация на жените, която цели да помогне на ранените войници при пограничния конфликт с Гърция. Организацията е основана на 13 май 1914 г. Другите членове на организацията са съпругите на известните албански фигури, като съпругите Сиря Влора и Мехмет паша от Делвина.
На 6 февруари 1921 г. тя започва да издава собствен вестник Shpresa shqiptare („Албанска надежда“), от който излизат 6 броя.
Семейството страда от редица неуспехи, първо с децата им, а после и здравето на Мариго се влошава поради туберкулоза. На 9 декември 1928 г. Кристо Флоки обвинява албанските власти, че са забравили приноса на Мариго. Тя не получава „ветерански статут“, какъвто получават много други след 1912 г. Умира пренебрегната и забравена на 23 февруари 1932 г., и е погребана в манастира Звернец 
На нейно име е наречено едно от училищата в град Вльора.